# 교황 스테파노 2세
교황 스테파노 2세(라틴어: Stephanus PP. II, 이탈리아어: Papa Stefano II)는 제92대 교황(재위: 752년 3월 26일 ~ 757년 4월 26일)이다. 교황 선출자 스테파노가 주교 서품을 받기 전에 선종하였기 때문에 스테파노 2세가 교황 자카리아의 후임 교황으로 선출되었다. 스테파노 2세는 동로마 제국의 간섭으로부터 벗어나 프랑크 왕국과 제휴하였다.

## 콘스탄티노폴리스와의 관계
751년 로마 북쪽에 사는 랑고바르드족이 동로마 제국의 영토인 라벤나 총독부를 점령하고, 로마에 압력을 가하기 시작하였다.
8세기 중반부터 교황과 동로마 제국의 황제는 성상 파괴 운동을 놓고 치열하게 대립각을 세우고 있었다. 게다가 동로마 황제들은 남쪽으로는 아바스 왕조, 북서쪽으로는 불가르족에게 포위당하고 있었기 때문에 이러한 난국을 타개하고자 로마에 대한 정치적 영향력을 계속 유지하고자 하였으며, 교황은 황제의 간섭으로부터 벗어나려고 노력하였다. 결국 로마는 콘스탄티노폴리스로부터 랑고바르드족의 침입에 맞서기 위한 군사적 원조를 기대할 수 없게 되었다.

## 프랑크 왕국과의 동맹
스테파노 2세는 근래에 프랑크 왕국의 새 군주가 된 피핀에게 주목하여 그에게 도움을 요청하려고 직접 파리로 찾아가기까지 하였다. 754년 1월 6일 프랑크 궁정에서 크게 환대를 받은 스테파노 2세는 피핀을 장엄 축복을 주었으며, 그 대가로 피핀은 랑고바르드족의 위협으로부터 교회를 수호하겠다는 성대한 서약을 하였다.
피핀은 랑고바르드족 문제를 해결하기 위해 직접 군대를 이끌고 알프스산맥을 넘어 이탈리아반도를 두 차례 공격하여 로마에서부터 라벤나에 걸친 영토를 점령한 다음 교황에게 기증하였다. 하지만 랑고바르드 왕국의 나머지 영토에 대해서는 그대로 남겨두었다.

## 로마 공국의 해체와 교황령의 성립

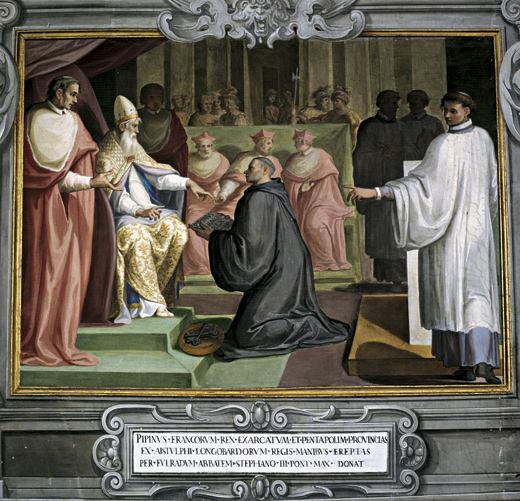
피핀의 기증

스테파노 2세와 피핀의 동맹이 맺어지기 전에 로마는 라벤나와 더불어 라벤나 총독부에 속한 행정구역 가운데 하나인 로마 공국의 중심 도시였다. 퀴에르지에서 프랑크 귀족들은 마침내 랑고바르드족에 대해 군사 행동을 하는 것에 동의하였다. 로마 가톨릭교회의 전승에 따르면, 랑고바르드족의 영토를 점령한 피핀은 점령지 일부를 교황에게 기증한다는 약속을 문서로 작성했다고 한다. 교황이 피핀으로부터 기증받은 이 땅은 훗날 교황령이라고 불리게 된다. 피핀이 작성했다고 전해지는 문서는 《피핀의 기증》이라고 전해지지만, 오늘날 전해져오고 있지 않다. 그러나 8세기 후반에 피핀의 기증을 출처로 밝힌 인용 문구가 작성되어 있기는 하다.
스테파노 2세는 생드니 대성당에서 피핀에게 기름 부음 예식을 거행하였다. 이 예식이 발전하여 대관식이 되었으며, 1789년 앙시앵 레짐이 종식될 때까지 역대 프랑스 군주들을 대상으로 지속되었다.
다시 돌아와서, 756년 피핀이 랑고바르드 왕국의 아이스툴프 왕에게 그가 정복했던 영토를 모두 포기할 것을 강요하였다. 이후 전해져오는 이야기에 따르면, 생드니의 수도원장 풀라드가 프랑크군의 점령 하에 놓인 과거 라벤나 총독부의 영토, 심지어 내륙 지방인 포를리와 같은 도시들을 방문하여 그곳 성문의 열쇠들을 모아 피핀에게 전달하였으며, 피핀은 성 베드로의 무덤 위에 열쇠들을 헌납하는 예식을 통해 교황에게 바쳤다고 한다. 당시 스테파노 2세가 기증받은 영지 중에는 랑고바르드족이 점령한 로마냐와 스폴레토, 베네벤토, 펜타폴리스, 마르케 등의 영지들도 포함되어 있었다. 피핀의 기증을 통해 교황은 티레니아 해에서부터 아드리아 해에 이르기까지 이탈리아 중부의 광활한 영토의 통치자가 되었으며, 처음으로 교황의 현세적 주권이 공적으로 인정되었다. 그러나 피핀으로부터 기증받은 영토가 매우 광대하고 산악이 많은 지역이었기 때문에 중세 시절의 교황들은 효율적으로 중앙집권적인 통치를 제대로 수행할 수가 없었다. 새로 건국된 교황령의 많은 군소 자치도시는 랑고바르드 왕국의 통치를 받던 시절의 유산을 그대로 보존하여, 각 도시마다 성을 쌓아 행정과 군사 등을 집중하였다.
756년 피핀은 로마를 방문하여 자신의 기증을 다시 한 번 공적으로 확인하였으며, 774년 카롤루스 대제 역시 자신의 부친이 체결한 기증을 재확인하였다.

## 같이 보기
- 교황 목록